# San Sebastián (Rafael)
San Sebastián (en italiano San Sebastiano) es una pintura del artista del Alto Renacimiento italiano Rafael Sanzio, que data alrededor de 1501-1502. Es una pintura al óleo con unas dimensiones de 43 centímetros de alto y 34 cm de ancho. Se conserva en la Accademia Carrara de Bérgamo, Italia.
La pintura aparece sucesivamente en la colección Zurla de Crema, luego al grabador Giuseppe Longhi y desde 1836 al conde Guglielmo Lochis que lo dio a su actual sede en el año 1866.
Imagen sagrada destinada a la devoción privada es reconocida como obra de Rafael al inicio del periodo florentino. El cuadro presenta ligeras variaciones en relación con los motivos de Perugino. En esta pintura las graciosas posturas peruginescas y la brumosa transparencia del color característico de Francesco Francia, se fusionan de tal modo que indica claramente la presencia de Rafael. Su habilidad para componer formas claras y equilibradas se hará típica desde esta obra en adelante, lo mismo que la discreta y armoniosa destilación de los elementos formales de otros pintores en la visión clara y serena que parece característica de su temperamento artístico.
Sebastián sostiene una flecha, el símbolo de su martirio, con el dedo meñique elegantemente alzado. Luce una magnífica capa roja y una camisa bordada de oro, con el cabello elegantemente peinado, no hay nada en esta figura que recuerde los tormentos que sufrió San Sebastián por su fe. Es una obra temprana típica, unánimemente atribuida a Rafael y, en su belleza ornamental y tono elegíaco, recuerda mucho a las obras de Perugino. El paisaje y el aspecto femenino de San Sebastián son influencia de Perugino, pero la mano emergente con la flecha hace pensar en un conocimiento de Leonardo. La construcción de la imagen en elipses entrecruzadas es totalmente rafaelesca.
- Datos: Q2343939
- Multimedia: Saint Sebastian by Raphael / Q2343939